# Torneig de Dramatúrgia Catalana
El Torneig de Dramatúrgia Catalana és una competició de textos dramàtics en llengua catalana. S'organitza a Catalunya des del 2011 en el marc del festival gironí Temporada Alta, amb el suport de la Fundació SAGE. El concurs se celebra a la Sala La Planeta de Girona. Disposa de diferents fases, que culminen en dues semifinals i una final. El guanyador de cada fase es decideix per votació popular. Per tradició, el premi per a qui venç el torneig és un sopar al restaurant Celler de Can Roca, molt ben valorat per la crítica gastronòmica.

## Llista de premiats
| Edició | Any  | Guanyador                                                         | Finalista                                            | Ref.   |
| ------ | ---- | ----------------------------------------------------------------- | ---------------------------------------------------- | ------ |
| I      | 2011 | Jordi Galceran per El crèdit                                      | Cristina Clemente per La nostra Champions particular | [ 4 ]  |
| II     | 2012 | David Plana per La casa del bosc                                  | Marta Buchaca per Losers                             | [ 5 ]  |
| III    | 2013 | Jordi Oriol per Muda, muda                                        | Paco Mir per I deien que plouria                     | [ 6 ]  |
| IV     | 2014 | Roger Peña per El recanvi                                         | Daniela Feixas per Amanita Phalloides                | [ 7 ]  |
| V      | 2015 | Clàudia Cedó per D.N.I.                                           | Ramon Madaula per L'electe                           | [ 8 ]  |
| VI     | 2016 | Marta Barceló per Tocar mare                                      | Jordi Vallejo per Súbita                             | [ 1 ]  |
| VII    | 2017 | Laia Alsina per A l'altre barri                                   | Xisco Rosselló per No piquis a la porta              | [ 9 ]  |
| VIII   | 2018 | Cristina Clemente per M'he posat les ulleres de mirar carregadors | Marta Aran per Puzles                                | [ 10 ] |
| IX     | 2019 | Laura Gost per Matar el pare                                      | Concha Milla per L'ascensor                          | [ 11 ] |
| X      | 2020 | Mar Monegal per Monopoly                                          | Lara Díez per Khwam Sukh Rodríguez                   | [ 12 ] |
| XI     | 2021 | Bàrbara Mestanza per Niñata                                       | Bernat Molina per Sobre sorra banyada                | [ 13 ] |
| XII    | 2022 | Carla Rovira per El canvi                                         | Xavi Buxeda per Ja ho deixarem escrit                | [ 2 ]  |
| XIII   | 2023 | Lali Álvarez per Un rellotge a la finestra                        | Sergio Baos per Per tot allò que ens uneix           | [ 14 ] |